# Defektelektron
Als Defektelektron, Elektronenfehlstelle, Elektronenloch oder Loch wird der (gedachte) positive bewegliche Ladungsträger in Halbleitern bezeichnet. Es stellt die äquivalente Beschreibung des Fehlens eines (realen) Valenzelektrons dar, die der vereinfachten mathematischen Behandlung der Vorgänge im Halbleiter dient. Der reale Ladungstransport findet weiterhin durch Elektronen statt.
Das Defektelektron ist ein Quasiteilchen, sein Gegenstück ist das Quasiteilchen „Kristallelektron“. Das Konzept der Defektelektronen ist wichtig für das Verständnis der Leitungsmechanismen in dotierten Halbleitern.
Entdeckt wurde das Defektelektron von Karl Baedeker (1911), der Name stammt von Fritz Stöckmann und Heinz Pick.

## Im undotierten Halbleiter

Links: Reiner Silicium-Kristall; Generation eines Elektron-Loch-Paares sowie Bewegung und Rekombination eines Elektrons mit einem Loch
rechts: Darstellung der Vorgänge im Banddiagramm

Defektelektronen entstehen allgemein durch Anregung von Gitteratomen eines Kristalls.
In reinen Halbleitereinkristallen (aus Silicium, Germanium, Galliumarsenid etc.) sind (am absoluten Nullpunkt) alle Valenzelektronen an den Bindungen beteiligt, d. h., alle Valenzelektronen befinden sich im Valenzband, das Leitungsband ist unbesetzt. Daher existieren keine Defektelektronen.
Für die Erzeugung von Defektelektronen müssen daher einige Gitteratome angeregt werden. Dies kann beispielsweise bei höheren Temperaturen (thermische Anregung) oder durch Absorption eines Photons (optische Anregung) geschehen. Dabei werden Valenzelektronen in das Leitungsband angeregt und hinterlassen beim zugehörigen Gitteratom eine unbesetzte Valenzelektronstelle (ein Defektelektron).
Wird an den Halbleiter eine elektrische Spannung angelegt, so tragen sowohl das freibewegliche Elektron im Leitungsband als auch das Defektelektron im Valenzband zum Ladungstransport bei. Man spricht (im Fall reiner Halbleiter) dabei von Eigenleitung.
Im Gegensatz zum Leitungsbandelektron kann sich das Defektelektron jedoch nicht frei bewegen. Es bewegt sich vielmehr durch eine Art „Nachrücken“ von Valenzelektronen. Dabei nimmt ein benachbartes Valenzelektron die unbesetzte Stelle (das Defektelektron) ein und hinterlässt an seinem Ursprungsort wiederum eine unbesetzte Stelle. Dieser Vorgang kann von außen betrachtet so interpretiert werden, dass sich ein positiv geladenes Teilchen (das Defektelektron) in entgegengesetzter Richtung bewegt (vergleichbar mit einer Luftblase in einer Flüssigkeit).

### Mathematische Beschreibung
Die Physik des Halbleiters (Leitfähigkeit, optische Übergänge) spielt sich ab
- in einem Maximum des Valenzbandes (Krümmung negativ = effektive Masse {\displaystyle m^{*}} der Elektronen negativ) und
- in einem Minimum des Leitungsbandes (Krümmung positiv = effektive Masse der Elektronen positiv).

während in einem Metall auch andere Konfigurationen vorkommen.
Im vollbesetzten Valenzband gibt es zu jedem positiven Impuls einen ebensogroßen negativen. Geht nun ein Elektron mit Ladung {\displaystyle q_{\mathrm {me} }=-e<0} und Impuls {\displaystyle \hbar {\vec {k}}_{\mathrm {me} }} (Index {\displaystyle _{\mathrm {me} }} jeweils für englisch missing electron) vom Valenzband in ein Akzeptorniveau oder in das Leitungsband über (aufgrund von thermischer oder optischer Anregung), dann bleibt im vorher neutralen Valenzband ein unbesetzter Zustand zurück mit resultierendem Impuls {\displaystyle -\hbar {\vec {k}}_{\mathrm {me} }} und resultierender positiver Ladung.
Dies lässt sich äquivalent beschreiben als Loch (engl. hole) mit:
- positiver Ladung {\displaystyle q_{h}=-q_{\mathrm {me} }=+e} (mit der Elementarladung {\displaystyle e})
- positivem Impuls {\displaystyle {\vec {k}}_{\mathrm {h} }=-{\vec {k}}_{\mathrm {me} }=\hbar {\vec {k}}} (mit der reduzierten Planck-Konstante {\displaystyle \hbar })
- positiver effektiver Masse {\displaystyle m_{\mathrm {h} }^{*}=-m_{\mathrm {me} }^{*}>0}.

Das aus dem Valenzband entfernte Elektron hatte (im Gegensatz zu Elektronen im Leitungsband oder in Metallen) genau dieselbe Geschwindigkeit und Bewegungsrichtung {\displaystyle {\vec {v}}} wie das nach der Anregung zurückgebliebene Loch: bei äußerem elektrischen Feld bewegt es sich zu niedrigeren elektrischen Potentialen, d. h. zum Minus-Pol:
{\displaystyle {\vec {v}}_{\mathrm {me} }=\hbar {\frac {{\vec {k}}_{\mathrm {me} }}{m_{\mathrm {me} }^{*}}}=\hbar {\frac {{\vec {k}}_{h}}{m_{\mathrm {h} }^{*}}}={\vec {v}}_{\mathrm {h} }}
Auch die Beschleunigung durch ein äußeres elektrisches Feld ist für das fehlende Elektron, wenn es im ursprünglichen Zustand sitzen würde, genau so groß wie für das Loch:
{\displaystyle {\frac {\mathrm {d} {\vec {v}}_{\mathrm {me} }}{\mathrm {d} t}}={\frac {q_{\mathrm {me} }}{m_{\mathrm {me} }^{*}}}{\vec {E}}={\frac {q_{\mathrm {h} }}{m_{\mathrm {h} }^{*}}}{\vec {E}}={\frac {\mathrm {d} {\vec {v}}_{\mathrm {h} }}{\mathrm {d} t}}}
Weitere wichtige charakteristische Größen von Halbleitern sind die Ladungsträgerbeweglichkeit und deren effektive Masse. Beide sind jedoch für Elektronen und Löcher nicht automatisch gleich groß und hängen beispielsweise auch ab von Material, Dotierung, mechanischem Spannungszustand, Temperatur, Bewegungsrichtung usw.

## Im dotierten Halbleiter
Eine weitere Möglichkeit der Erzeugung von Defektelektronen ist die Anregung von Fremdatomen in Halbleiterkristallen.
In einem Halbleitereinkristall erzeugen Fremdatome Energieniveaus innerhalb der Bandlücke. Für eine Anregung ist daher weniger Energie notwendig als in einem reinen Halbleiterkristall. Aus diesem Grund ist bereits bei niedrigen Temperaturen ein deutlicher Anstieg der Leitfähigkeit zu beobachten; man spricht in diesem Fall von Störstellenleitung.
In der Halbleitertechnik werden Fremdatome (für Silicium meist Bor bzw. Phosphor) in den Halbleiterkristall eingebracht (Dotierung), um die Leitfähigkeit des Ausgangsmaterials gezielt zu verändern. Je nach Wertigkeit des Fremdatoms können verschiedene Störstellen entstehen.

Bei p-Dotierung ersetzt ein Atom mit einem Valenzelektron weniger (Akzeptor) ein Gitteratom, so dass die Fehlstelle wie ein positiver Ladungsträger wirkt

Für die Generierung von Defektelektronen ist besonders die p-Dotierung hervorzuheben. Dabei wird ein Halbleiter mit einem Fremdatom geringerer Wertigkeit dotiert, d. h. dieses Fremdatom hat ein oder mehrere Valenzelektronen weniger, als nötig wären, um das substituierte Halbleiteratom zu ersetzen; im Fall eines vierwertigen Halbleiters wie Silicium beispielsweise Bor. Energetisch liegen diese unbesetzten Stellen nur leicht oberhalb des Valenzbandes, wodurch ein Elektron aus dem Valenzband nur wenig Energie benötigt, um in das (ortsfeste) Störstellenniveau zu wechseln. Dabei wird das zugehörige Gitteratom wiederum ionisiert und ein Defektelektron im Valenzband generiert.